# دهستان مارتشالا
دهستان مارتشالا (به لاتین: Martshala Gewog) یک دهستان در کشور بوتان است که در ناحیهٔ سادروپ جونگخار واقع شده‌است.